# Paraparatrechina neela
Espèce
Paraparatrechina neela est une espèce de petites fourmis de la famille des Formicidae.

## Répartition
Paraparatrechina neela a été découverte en 2024 dans le district du Siang oriental dans l'État de l'Arunachal Pradesh dans le Nord-Est de l'Inde.

## Description
Ces fourmis sont dotées d'un corps d'une longueur maximale de 2 mm. Leurs corps sont principalement bleu métallique, à part les antennes, les mandibules et les pattes. Elles sont connues sous le nom de fourmis bleues.

## Systématique
Le nom valide de ce taxon est Paraparatrechina neela Sahanashree (d), Punnath (d) & Rajan Priyadharsanan (d), 2024.
Cette espèce du genre Paraparatrechina est la deuxième trouvée depuis 121 ans sur le sous-continent indien après Paraparatrechina aseta décrite par Forel en 1902 sous le protonyme de Prenolepis aseta.

### Étymologie
Son épithète spécifique, neela, signifie « bleu » dans la plupart des langues indiennes et fait référence à la couleur de cette espèce.

### Publication originale
- (en) Ramakrishnaiah Sahanashree, Aswaj Punnath et Dharma Rajan Priyadarsanan, « A remarkable new species of Paraparatrechina Donisthorpe (1947) (Hymenoptera, Formicidae, Formicinae) from the Eastern Himalayas, India », ZooKeys, Bulgarie, vol. 1203,‎ 30 mai 2024, p. 159-172 (ISSN 1313-2989, e-ISSN 1313-2970, DOI 10.3897/zookeys.1203.114168, lire en ligne, consulté le 10 juin 2024).